# تاکانوری جینای
تاکانوری جینای (به ژاپنی: 陣内孝則 Jinnai Takanori) (زادهٔ ۱۲ اوت ۱۹۵۸) یک کارگردان فیلم، هنرپیشه، و موسیقی‌دان اهل ژاپن است. از فیلم‌های او می‌توان به شکست‌ناپذیر (فیلم ۲۰۰۹) اشاره کرد.